# لایه ادوانتیس
لایه ادوانتیس (به انگلیسی: tunica adventitia)، بیرونی‌ترین بخش بافت همبندی است؛ که سطح اندام‌ها، بافت‌ها، رگ‌ها و غیره را می‌پوشاند. بافت همبند، همان بافت پیوندی بوده؛ که ازجمله وظایف آن حفاظت و پشتیبانی از بافت‌های دیگر است. فراوان‌ترین بافت در بدن انسان، بافت همبندی است. غضروفها، استخوانها و خون جزء بافت همبند محسوب می‌شوند. این بافت علاوه بر حفاظت و پشتیبانی از بافت‌های دیگر، باعث ارتباط ساختارهای بدن نیز می‌گردد. مشارکت در تبادل مواد غذایی و ترمیم بافتی از وظایف دیگر بافت همبند است. از نمونه‌های بافت همبند پوششی در بدن می‌توان به بافت‌های همبندی در دیوارهٔ سُرخ‌نای (مری)، طحال، پوشش رودهٔ بزرگ و غیره اشاره کرد.